# 항공기 엔진

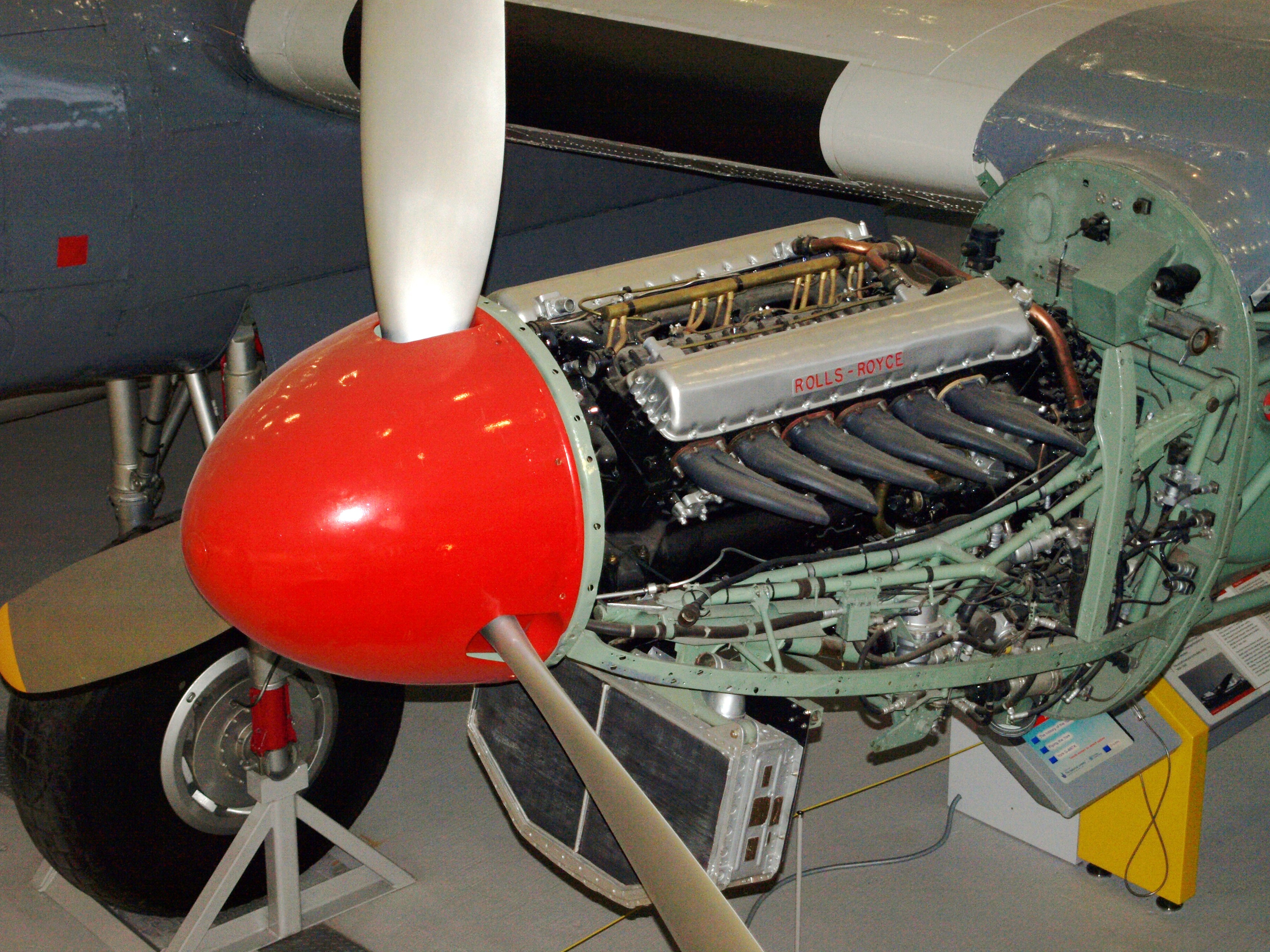
롤스로이스 멀린.

항공기 엔진(航空機 - , 영어: aircraft engine) 또는 에어로엔진(영어: aero engine)은 항공기를 위한 추진 시스템의 부품이다.
항공기의 엔진으로서는 1903년 라이트 형제의 라이트기(機) 이래 가솔린을 연료로 사용하는 왕복 기관(피스톤 엔진)이 오늘날에도 여전히 쓰이고 있다. 그러나 제2차 세계대전이 끝난 1945년경에서부터 피스톤식과는 전혀 원리가 다른 가스터빈(gas turbine)이 실용화되기 시작하여 피스톤식보다 뛰어난 점이 많기 때문에 널리 사용하게 되었다.
가스터빈은 가스를 뒤로 뿜어내어 그 반동으로 추력(推力)을 얻은 제트엔진(jet engine)과 뿜어내는 가스의 에너지로서 프로펠러를 돌리는 터보프롭(tur prop), 헬리콥터의 회전날개를 돌리기 위한 샤프트터빈(shaft turbine)의 세 종류가 있다.
이 밖에도 로켓엔진이 극히 일부에 사용되고 있다.

## 엔진의 종류
- 피스톤 엔진: 자동차용 엔진과 동일한 원리로서 실린더(cylinder) 속에서 기화한 가솔린과 공기를 섞은 혼합가스를 스파크플러그로 점화·폭발시켜 그 힘으로 피스톤을 아래로 밀어내린다. 이 피스톤의 상하운동을 크랭크(crank)로 회전운동(回轉運動)으로 바꾸어 프로펠러를 돌린다. 실용적이어서 오랫동안 쓰여 왔으나, 가스터빈에 비하면 구조가 복잡하며, 마력당 중량과 외형이 크고, 진동도 심하기 때문에 점차 사용되지 않게 되었다.
- 제트 엔진: 1개의 통 속에 공기압축기·연소기·터빈이 배치되어 있다. 앞쪽에서 빨아들인 공기를 먼저 공기압축기로 압축하여 연소기(燃燒器)로 보낸다. 여기서 연료(주로 kerosine)를 섞어서 점화·폭발시키면 혼합가스를 힘차게 뒤쪽으로 뿜어낸다. 이 반동으로 앞을 향하는 추력이 얻어진다. 분출되는 가스는 도중에서 터빈의 깃에 부딪혀 터빈을 돌린다. 이 터빈의 회전을 이용하여 공기압축기를 돌리게 되는 것이다.
- 터보프롭(turbo prop): 연소기·터빈으로 이루어져 있으며, 터빈의 회전에 의하여 공기압축기와 프로펠러를 돌리게 되어 있다. 뿜어내는 가스 에너지는 거의 이 때문에 사용되어 버리므로 뒤쪽으로 분출되는 효과는 극히 작다.
- 샤프트터빈(shaft turbine): 터보프롭과 비슷하나 프로펠러 대신으로 헬리콥터의 회전날개를 돌리게 되어 있다. 헬리콥터의 동력도 피스톤엔진에서 샤프트엔진으로 바뀌고 있다.
- 로켓: 제트엔진과 마찬가지로 가스를 연소하여 뒤쪽으로 뿜어내어 그 반동으로 추력을 얻는다. 그러나 제트엔진은 공기를 빨아들여 그 속의 산소로 연료를 연소하게 되어 있는 데 반하여 로켓은 공기를 쓰지 않고 알코올 따위의 연료와 과산화수소 등의 산화제를 혼합해서 연소시킨다. 따라서 로켓은 기계적인 부분이 간단하며 또한 공기가 전혀 없는 우주(宇宙)공간에서 사용하기에 편리하다. 그러나 제트엔진에 비하여 연료 소모량이 심하므로 로켓을 장치한 비행기는 항속시간이 극히 짧아서 실용에는 적합하지 않다.

## 엔진의 수
비행기에는 프로펠러기이건 제트기이건 엔진 1개(단발기)와 2개 이상의 쌍발기(雙發機)·3발기·4발기 등이 있다. 요즈음의 엔진은 신뢰도가 극히 높아서 비행중에 정지하는 일은 거의 없다. 그러나 고장이 절대로 없다고는 단언할 수 없다. 이러한 경우 엔진이 1개뿐이라면 불시착(不時着)을 하지 않을 수 없으므로, 단발기는 극히 작은 소형의 연습기나 자가용기 등에서 쓰이고 있는 데 불과하다.
엔진이 2개 이상이 있으면 그 중의 1개가 고장이 나도 또 경우에 따라 1개의 엔진만이 작동하더라도 나머지 엔진의 힘으로 수평비행(水平飛行)은 물론, 이륙이나 상승도 할 수 있다. 따라서 안전성은 매우 높다.
4발기는 이 점에서 특히 안전성이 높으며, 넓은 태평양이나 대서양, 북극의 얼음 위에서도 마음놓고 비행할 수 있다.

## 같이 보기
- 항공기 엔진 제조업체 목록
- 이온추진 항공기(이오노크래프트)